# بزبینه
بزبینه (به ترکی آذربایجانی: Bozbinə) یک منطقهٔ مسکونی در جمهوری آذربایجان است که در شهرستان زاقاتالا واقع شده‌است.